# Marabut
Marabut è una municipalità di quinta classe delle Filippine, situata nella Provincia di Samar, nella regione di Visayas Orientale.
Marabut è formata da 24 baranggay:
- Amambucale
- Amantillo
- Binukyahan
- Caluwayan
- Canyoyo
- Catato Pob. (Dist. I)
- Ferreras
- Legaspi
- Lipata
- Logero
- Mabuhay
- Malobago

- Odoc
- Osmeña
- Panan-awan
- Pinalanga
- Pinamitinan (Pob.)
- Roño
- San Roque
- Santa Rita
- Santo Niño Pob. (Dist. II)
- Tagalag
- Tinabanan
- Veloso